# Dem Franchize Boyz
De Dem Franchize Boyz is een Amerikaanse Snap-rap groep uit Atlanta, Georgia. Ze staan onder contract bij so so def Records en de groep bestaat uit vier rappers: Gerald Tiller (aka Buddie, geboren in 1983), Maurice Gleaton (aka Parlae, geboren in 1983), Jamal Willingham (aka Pimpin, geboren in 1984) en Bernard Leverette (aka Jizzal Man, geboren in 1983). Ze debuteerden in 2004 met de single White Tee wat in het zuiden van Amerika een grote hit werd, in 2005 en 2006 hadden ze grotere hits met Oh I think they like me, Lean wit it, Rock wit it en Ridin' Rims, de laatste drie komen van het album On top of our game. 
De vier leden van de groep komen allemaal uit de westkust van Atlanta waar ze samen zijn opgegroeid. Ze zijn samen begonnen met rappen toen ze op high school zaten.